# Il Setaccio
Il Setaccio è stata una rivista pubblicata a Bologna tra il novembre 1942 e il maggio 1943. Pier Paolo Pasolini, appena ventenne, fu uno dei fondatori e tra i principali redattori.

## Storia

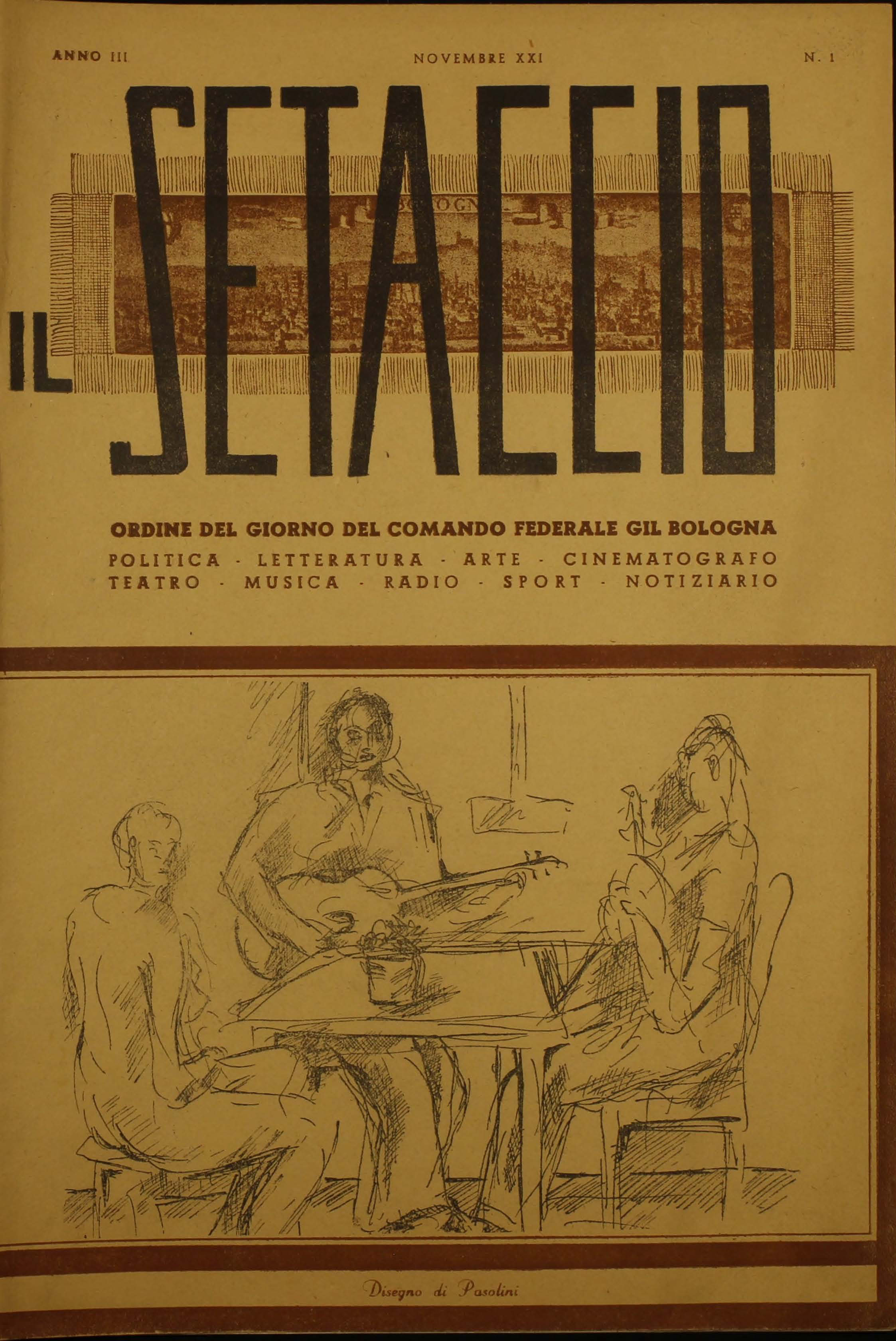
La copertina del primo numero de Il Setaccio disegnata da Pier Paolo Pasolini

«Il Setaccio» fu la rivista ufficiale del Comando federale di Bologna della Gioventù Italiana del Littorio (GIL), l’istituzione creata nel 1937 assorbendo l’Opera Nazionale Balilla (ONB), con il compito di formare e organizzare la gioventù italiana sotto il diretto controllo del Partito Nazionale Fascista (PNF).
Il primo numero, con un disegno di Pasolini sulla copertina, uscì nel novembre del 1942 con il sottotitolo Ordine del giorno del Comando federale GIL di Bologna. Politica-letteratura-arte-cinematografo-teatro-musica-radio-sport-notiziario. Dal secondo numero in poi il sottotitolo cambiò in Rivista mensile della GIL bolognese. Politica-letteratura-arte-notiziario. Il simbolo della rivista è il setaccio, "cioè il vaglio, attraverso una fittissima rete, delle intelligenze giovanili", come scrive il direttore Falzone nel primo numero. 
«Il Setaccio» fu a tutti gli effetti la prosecuzione della rivista «Gioventù italiana del Littorio. Bollettino del Comando federale di Bologna» e nel passaggio fra le due riviste un ruolo determinante lo ebbe proprio Pasolini che, su questa rivista aveva pubblicato il suo primo articolo, poi dimenticato e "riscoperto" solo nel 2015. . 
Con il n. 6/7 di aprile-maggio 1943, «Il Setaccio» cessa le pubblicazioni.
Sull'ultima copertina compare un ritratto di Mussolini con sullo sfondo un paesaggio africano e la scritta 'Ritorneremo,' con riferimento alla definitiva sconfitta delle forze dell'Asse in Africa del maggio 1943. 
Oltre che per i problemi legati alla sempre maggiore difficoltà di reperire la carta per la stampa, una merce rara in tempo di guerra, dalle lettere di Pasolini agli amici e ai collaboratori si intuisce che una delle cause principali della fine della rivista fu il dissidio permanente tra il direttore, Giovanni Falzone, e il resto della redazione.

## Redattori e Collaboratori
Giovanni Falzone, fascista della prima ora, era un dipendente del Comune di Bologna e responsabile della Biblioteca Popolare aggregata alla Biblioteca della Casa del Fascio. Falzone firma gli articoli di apertura della rivista che sono perfettamente allineati con l'ideologia del Fascismo, come  ci si può aspettare da un funzionario responsabile di una rivista della GIL in tempo di guerra, per esempio I morti ci comandano (n. 2), impressionante sfoggio di retorica propagandistica, sino a L’eterno nemico (n. 4), un articolo ferocemente antisemita.
Gli articoli di Falzone avevano però anche l’effetto di garantire la linea politica della rivista, che in realtà affrontava quasi esclusivamente argomenti artistici e letterari, con la pubblicazione di disegni, poesie, traduzioni di testi letterari, recensioni librarie, teatrali e cinematografiche.
I tre redattori erano giovanissimi: Mario Ricci e Luigi Vecchi erano nati nel 1924, Fabio Mauri nel 1926. Tra i collaboratori fissi o saltuari vi erano, tra gli altri, Sergio Telmon, Achille Ardigò, Fabio Luca Cavazza, Michelangelo Masciotta e Luciano Serra. Ampio spazio era riservato alle illustrazioni, che riproducevano disegni, oli e acquarelli di Pasolini, Mauri, Cinti, Giovanni Ciangottini, Filippo De Pisis, Pompilio Mandelli e di altri artisti. Tra i collaboratori più giovani spiccava Giovanna Bemporad, che aveva solo 14 anni, ma era già apprezzata per le straordinarie doti di traduttrice. Consulente della rivista era Italo Cinti.

## Pasolini
Pasolini, indicato come vice consulente per i primi quattro numeri de «Il Setaccio», ha un ruolo di primo piano nella redazione, come è testimoniato sia dai ricordi degli altri redattori, 'in primis' Mario Ricci, sia dalle lettere che lo stesso Pasolini invia da Casarsa, in particolare a Fabio Mauri e a Fabio Luca Cavazza, incitandoli a proseguire il lavoro per la preparazione dei numeri della rivista.
Oltre a dodici disegni, di cui alcuni pubblicati sulle copertine (cfr. i n. 1 e 5), Pasolini pubblica su «Il Setaccio» 17 contributi tra riflessioni morali, saggi letterari, di critica d’arte, poesie in italiano e in friuliano.